# Pedro de Cevallos
Pedro Antonio de Cevallos Cortés y Calderón (Cádis, 29 de junho de 1715 – Córdova, 26 de dezembro de 1778), também grafado como Pedro de Ceballos ou Pedro de Zevallos, foi um nobre e militar Espanhol, governador da Província de Buenos Aires de 1757 a 1766, que com a criação do Vice-Reinado do Rio da Prata, em 1776, foi nomeado seu primeiro vice-rei. Está ligado à História do Brasil por nas disputas territoriais com Portugal na região do sul ter comandado duas incursões militares espanholas sobre a cidade de Rio Grande e uma sobre a ilha de Santa Catarina, conquistando-a para os espanhóis. Teve como principal adversário o brigadeiro José da Silva Pais.

## Biografia
Após ter sido nomeado vice-rei, governador e capitão-general das províncias do Rio de la Plata e presidente supremo da Real Audiência de Charcas ou La Plata, partiu de Cádis em 12 de outubro de 1776 no comando de uma expedição militar.
Em 21 de abril de 1777 chegou a Montevideu com 9 316 homens. A partir daquela cidade, Cevallos marchou por terra para a Colónia do Sacramento que permanecia sob domínio português, que rapidamente conquistou e ocupou. Dirigiu-se em seguida para o Rio Grande de São Pedro, mas durante a marcha foi informado da assinatura de um acordo de paz entre Portugal e Espanha. Dirigiu-se então para Buenos Aires, onde tomou posse do cargo de vice-rei em 15 de outubro de 1777.
Durante o seu mandato iniciou a aplicação de uma lei de livre comércio, datada de 1778, que favoreceu particularmente o desenvolvimento de Buenos Aires.
Morreu em 26 de dezembro de 1778 no Convento dos Padres Capuchinos de Córdova (Espanha), lugar onde se encontrava hospedado em viagem para a Corte de Madrid. Foi sepultado na Catedral de Córdova com exéquias numa sumptuosíssima cerimónia que ficou um acontecimento memorável naquela cidade.
Descendia de uma das mais respeitadas famílias da nobreza da Cantábria, tendo como lema inscrito no seu escudo "Es ardid de caballeros cevallos para vencellos".
Morreu solteiro sem geração e, depois do seu falecimento o rei Carlos III de Espanha concedeu à sua irmã Antonia de Cevallos Cortés Hoyos y Calderón o marquesado de La Colonia.
Foi sucedido no cargo de vice-rei por Juan José de Vértiz y Salcedo.